# Meiodorvillea minuta
Meiodorvillea minuta är en ringmaskart som först beskrevs av Hartman 1965.  Meiodorvillea minuta ingår i släktet Meiodorvillea och familjen Dorvilleidae. Inga underarter finns listade i Catalogue of Life.